# Floyd County (Georgia)
Das Floyd County ist ein County im Bundesstaat Georgia der Vereinigten Staaten. Der Verwaltungssitz (County Seat) ist Rome.

## Geographie
Das County liegt im Nordwesten von Georgia, grenzt im Westen an Alabama und ist im Norden etwa 60 km von Tennessee entfernt. Es hat eine Fläche von 1343 Quadratkilometern, wovon 14 Quadratkilometer Wasserfläche sind und grenzt im Uhrzeigersinn an folgende Countys: Gordon County, Bartow County, Polk County und Chattooga County.
Das County wird vom Office of Management and Budget zu statistischen Zwecken unter dem Namen Rome, GA Metropolitan Statistical Area geführt.

## Geschichte
Floyd County wurde am 3. Dezember 1832 als 82. County in Georgia aus Teilen des Cherokee County gebildet. Benannt wurde es nach General John Floyd aus South Carolina, einem Offizier während der Indianerkämpfe und Mitglied des US-Kongresses. Der Sitz der Countyverwaltung war bis 1834 Livingstone, danach wurde es Rome.

## Demografische Daten
Laut der Volkszählung von 2010 verteilten sich die damaligen 96.317 Einwohner auf 35.930 bewohnte Haushalte, was einen Schnitt von 2,58 Personen pro Haushalt ergibt. Insgesamt bestehen 40.551 Haushalte.
69,3 % der Haushalte waren Familienhaushalte (bestehend aus verheirateten Paaren mit oder ohne Nachkommen bzw. einem Elternteil mit Nachkomme) mit einer durchschnittlichen Größe von 3,09 Personen. In 34,4 % aller Haushalte lebten Kinder unter 18 Jahren sowie in 27,5 % aller Haushalte Personen mit mindestens 65 Jahren.
27,9 % der Bevölkerung waren jünger als 20 Jahre, 25,3 % waren 20 bis 39 Jahre alt, 26,8 % waren 40 bis 59 Jahre alt und 19,8 % waren mindestens 60 Jahre alt. Das mittlere Alter betrug 38 Jahre. 48,4 % der Bevölkerung waren männlich und 51,6 % weiblich.
76,9 % der Bevölkerung bezeichneten sich als Weiße, 14,2 % als Afroamerikaner, 0,4 % als Indianer und 1,3 % als Asian Americans. 5,4 % gaben die Angehörigkeit zu einer anderen Ethnie und 1,9 % zu mehreren Ethnien an. 9,3 % der Bevölkerung bestand aus Hispanics oder Latinos.
Das durchschnittliche Jahreseinkommen pro Haushalt lag bei 41.046 USD, dabei lebten 21,4 % der Bevölkerung unter der Armutsgrenze.

## Kultur und Sehenswürdigkeiten

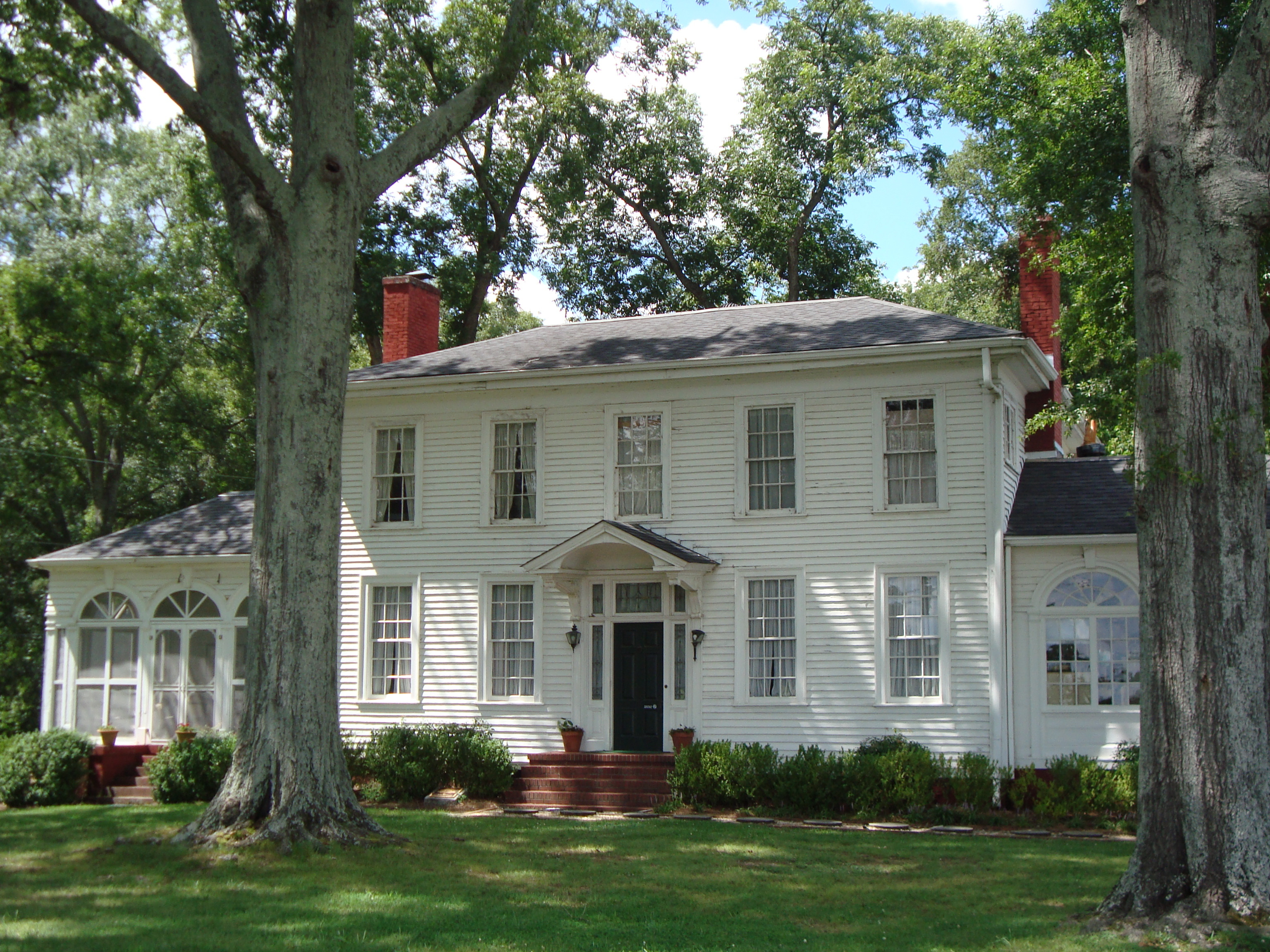
Chieftains in Rome (2011). Dieses Anwesen geht in seinen Ursprüngen auf das Jahr 1792 zurück. Es wurde ab 1819 von Major Ridge bewohnt, einem Führer der Cherokee und Mitunterzeichner des Vertrags von New Echota von 1835. Im April 1971 wurde Chieftains als erstes Objekt im County in das NRHP aufgenommen. Im November 1973 erhielt die Residenz den Status eines National Historic Landmarks zuerkannt.

48 Bauwerke, Stätten und Historic Districts („historische Bezirke“) im Floyd County sind im National Register of Historic Places („Nationales Verzeichnis historischer Orte“; NRHP) eingetragen (Stand 14. Dezember 2023), wobei die Residenz Chieftains, auch bekannt als Major Ridge Home, den Status eines National Historic Landmarks („Nationales historisches Wahrzeichen“) hat.

## Orte im Floyd County
Orte im Floyd County mit Einwohnerzahlen der Volkszählung von 2010:
Cities:
- Cave Spring – 1200 Einwohner
- Rome (County Seat) – 36.303 Einwohner

Census-designated places:
- Lindale – 4.191 Einwohner
- Shannon – 1.862 Einwohner